# Indische Zibetkatze
Die Indische Zibetkatze, auch Indien-Zibetkatze, Große Indische Zibetkatze, Asiatische Zibetkatze oder Zibete (Viverra zibetha) ist eine Raubtierart aus der Familie der Schleichkatzen (Viverridae).

## Beschreibung
Sie wird 75 bis 85 Zentimeter lang bei einer Schwanzlänge von 38 bis 49,5 Zentimetern und einer Schulterhöhe von 38 Zentimetern. Das Gewicht liegt in etwa bei 8 bis 9 kg. Die Tiere gehören damit zu den größeren Zibetkatzen. Das Rückenfell ist grau bis braun mit dunklen Flecken, die zum Teil Streifen bilden. Längs des Rückens bis zur Schwanzbasis verläuft eine niedrige Mähne, deren Haare aufgerichtet werden können. Die Haare sind bei den nördlichen Populationen länger als bei den im Süden lebende (90 mm in China, 70 mm in Nepal und 50 mm auf der Malaiischen Halbinsel). Die Kehle und die Seiten des Halses sind auffällig schwarz-weiß gefärbt. Der Kopf ist grau mit weißen Flecken an den Seiten der Schnauze. Der Schwanz ist weiß mit fünf oder sechs schwarzen Ringeln. Die Vorderfüße sind dunkelbraun, die Hinterfüße mittelbraun. Die Krallen können zurückgezogen werden. Der Schädel ist relativ lang und niedrig. Verglichen mit anderen Zibetkatzen ist das Gebiss der Indischen Zibetkatze kräftiger, mit größeren Schneidezähnen, längeren und dickeren Eckzähnen aber einem kleineren oberen Prämolar.
Das Gebiss hat folgende Zahnformel: {\displaystyle {\frac {3.1.4.2}{3.1.4.2}}}.

## Verbreitung

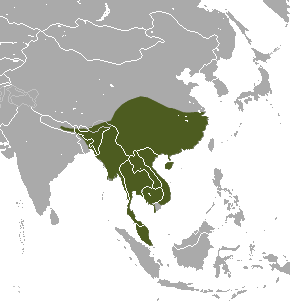
Ursprüngliches Verbreitungsgebiet der Indischen Zibetkatze. Im größten Teil ihres chinesischen Verbreitungsgebietes inzwischen verschwunden.

Die Indische Zibetkatze bewohnt weite Teile Südostasiens vom Osten Nepals bis zum äußersten Südwesten von China (Westen von Sichuan und Yunnan). In weiten Teilen des ursprünglichen Verbreitungsgebietes in China, es reichte früher bis knapp nördlich des Jangtsekiang, sind die Tiere wahrscheinlich ausgestorben. Der südlichste Teil ihres Verbreitungsgebietes liegt auf der Malaiischen Halbinsel. Dort kommt sie gemeinsam mit der Kleinen Indischen Zibetkatze (Viverricula indica) vor, von der sie ansonsten in Indonesien vertreten wird.

## Unterarten
Es werden sechs Unterarten unterschieden:
- V. z. zibetha, Südwestchina, Nepal, Bhutan, Bangladesch, Nordostindien
- V. z. expectata, China
- V. z. hainana, Hainan
- V. z. pruinosus, Myanmar
- V. z. sigillata, Thailand, Malaiische Halbinsel
- V. z. surdaster, Vietnam, Laos, Kambodscha, eingeführt auf die Andamanen

## Lebensweise
Indische Zibetkatzen leben in immergrünen und laubabwerfenden tropischen Wäldern und auf Plantagen in Waldnähe bis in Höhen von 2420 Metern. Indische Zibetkatzen sind einzelgängerisch, nachtaktiv und vorwiegend terrestrisch (bodenbewohnend), können jedoch auch klettern. Die Hauptaktivitätszeit der Tiere liegt in den Abendstunden und frühen Nachtstunden zwischen 19:30 und 22:30. Tagsüber verbirgt sie sich in hohem Gras oder dichtem Gestrüpp. Indische Zibetkatzen sind Allesfresser und ernähren sich von Früchten und Wurzeln, kleinen Säugetieren, Vögeln, Eiern, Kriechtieren, Fröschen, Insekten, Krabben und Fischen. Offenbar vermehren sich die Schleichkatzen das ganze Jahr über. Pro Wurf bekommt ein Weibchen ein bis vier Jungtiere. Diese sind bei der Geburt schwarz mit weißen Flecken auf den Lippen, den Ohren, der Kehle und dem Schwanz. Ihre Augen öffnen sie nach etwa zehn Tagen und sie werden ca. einen Monat lang gesäugt. Die Weibchen können zwei Mal im Jahr Junge bekommen.
Die Indische Zibetkatze wird außer wegen des Zibetkatzenfells vor allem wegen des Zibets gejagt, einem Sekret aus den Perianaldrüsen, das zur Parfümherstellung benutzt wird.

## Belege
1. 1 2 3 4  Andrew P. Jennings und Geraldine Veron: Family Viverridae (Civets, genets and oyans). in Don E. Wilson, Russell A. Mittermeier: Handbook of the Mammals of the World – Volume 1 Carnivores. Lynx Editions, 2009, ISBN 978-84-96553-49-1, S. 212.
2. ↑  Viverra zibetha in der Roten Liste gefährdeter Arten der IUCN 2008. Abgerufen am 14. März 2009.
3. ↑  Yadav Ghimirey & Raju Acharya (2014): Notes on the distribution of Large Indian Civet in Nepal. Small Carnivore Conservation. 50. 25–29.